# Oncocnemis aqualis
Oncocnemis aqualis là một loài bướm đêm trong họ Noctuidae.